# Sofia Pernas
Sofia Pernas (née le 31 juillet 1989 à Fès au Maroc d'un père espagnol et d'une mère marocaine) est une actrice maroco-espagnole.
Elle se fait remarquer en jouant dans le soap opera Les Feux de l'amour (2015-2016), ce qui lui permet de décrocher des rôles réguliers dans des séries télévisées comme Jane the Virgin (2016-2017) et The Brave (2017-2018).
Depuis 2019, elle est à l'affiche de la série Blood & Treasure.
En mai 2021, elle épouse l'acteur Justin Hartley.

## Filmographie

### Cinéma

#### Longs métrages
- 2011 : Age of the Dragons de Ryan Little : Rachel
- 2011 : Underground de Rafael Elsenman : Mira Antonova
- 2014 : Indigenous de Alastair Orr : Elena
- 2014 : Operation Rogue de Brian Clyde : Jenna Wallace
- 2018 : The Green Ghost de Michael D. Olmos : Karina
- 2024 : Sonic 3, le film de Jeff Fowler : Gabriella

### Télévision

#### Séries télévisées
- 2011 : NCIS : Enquêtes spéciales : lieutenant Gabriela Flores (saison 9, épisodes 8 et 9)
- 2015 - 2016 : Les Feux de l'amour : Marissa Sierras (43 épisodes)
- 2017 - 2018 : The Brave : Hannah Rivera (13 épisodes)
- 2019 - 2022 : Blood & Treasure : Lexi Vaziri (26 épisodes)
- 2022 : Code Quantum : Tammy Jean Jessup
- 2024 : Tracker

#### Téléfilms
- 2009 : Le Voyage fantastique du capitaine Drake de David Flores : Isabella Drake
- 2018 : Ma vie privée sous surveillance de Lane Shefter Bishop : Ramona